# Firestorm (film, 2013)
Pour plus de détails, voir Fiche technique et Distribution.
Firestorm (风暴, Fung bou) est un film d'action hongkongais écrit et réalisé par Alan Yuen et sorti en 2013 en Asie. Le film est converti en 3D en post-production, ce qui en fait le premier film d'action policier hongkongais en 3D.
Il totalise 56 382 533 US$, pour un budget de 20 millions US$.

## Synopsis
Alors qu'une tempête se dirige vers Hong Kong, un groupe de criminels aguerris menés par le notoire Cao Nam (Hu Jun (en)), équipés d'armes puissantes, procèdent à une nouvelle attaque d'un fourgon blindé en pleine journée et dans une rue bondée. Quiconque se trouve sur leur chemin est éliminé, ce qui apporte le discrédit sur la police.
L'inspecteur de police vétéran, Lui Ming-chit (Andy Lau), suit les traces de Nam et de son petit groupe pour mettre fin à cette folie meurtrière. Mais il se heurte rapidement à la cruelle réalité en réalisant que les tactiques policières habituelles sont impuissantes pour envoyer ces criminels derrière les barreaux. Un crime extrême exige une justice extrême, même si cela implique de dépasser la limite morale. To Shing-bong (Gordon Lam), un ex-détenu désireux de laisser son passé derrière lui, se propose à Lui comme informateur en échange d'un nouveau départ avec sa petite amie Yin Bing (Yao Chen (en)).

## Fiche technique
- Titre original : 风暴
- Titre international : Firestorm
- Réalisation : Alan Yuen
- Scénario : Alan Yuen
- Photographie : Chan Chi-ying
- Montage : Kwong Chi-leung et Ron Chan
- Musique : Peter Kam
- Production : Andy Lau et William Kong
- Société de production : Edko Films, Sil-Metropole Organisation, Focus Group Holdings Limited, Good Friends Entertainment, China Dream Film Culture Productions, Ample Ideas (Hong Kong) International, He Xin Zhongshan Jin Investment Management, Elegance Media Guangdong Company et Youku Tudou Inc.
- Société de distribution : Edko Films
- Pays d'origine :  Hong Kong
- Langue originale : cantonais et mandarin
- Format : couleur
- Genre : Action
- Durée : 109 minutes
- Dates de sortie :
  -  Chine,  Singapour,  Malaisie et  Australie : 12 décembre 2013
  -  Hong Kong et  Macao : 19 décembre 2013
  -  Viêt Nam : 27 décembre 2013
  -  Taïwan : 31 décembre 2013
  -  Thaïlande : 23 janvier 2014
  -  Corée du Sud : 17 juillet 2014
  -  Japon : 8 novembre 2014

## Distribution
- Andy Lau : l'inspecteur Lui Ming-chit
- Yao Chen (en) : Law Yin-bing
- Gordon Lam : To Shing-bong
- Hu Jun (en) : Cao Nam
- Ray Lui : Paco
- Philip Keung : Tong Keung
- Kenny Wong (en) : le sergent Chiu Kin-kwok
- Oscar Leung (en) : Kit
- Michael Tong (en) : Chacal
- Vincent Sze : le sergent Szeto Yat-ming
- Terence Yin : Goofy
- Sammy Hung : Dicky
- Michael Wong : le commissaire divisionnaire Choi
- Wong Cho-lam (en) : le surintendant des services correctionnels
- Alex Tsui : le négociateur de la police
- Eddie Cheung : le conducteur du camion
- Ben Wong (en) : le chef d'équipe du S.D.U. (en)
- Bob Lam : un avocat
- Mandy Wong (en) : le collègue de Yin-bing
- Lo Hoi-pang : Oncle Chi
- Grace Wong (en) : la victime féminine
- Bonnie Sin : l'otage
- Lavinia Smith : Nipple
- Cheung Kwok-keung : le sergent Chow
- Hiro Hayama (en) : Daffy
- SIR JBS des 24Herbs (en) : Ping Au-yeung
- Phat des 24Herbs : Phat

## Production
Le tournage de Firestorm commence en novembre 2012 et se termine le 1er février 2013. Il a lieu à North Point (en), Government House et aux jardins botanique et zoologique de Hong Kong dans les quartiers de Central et Sheung Wan.
Firestorm est choisi pour être le film d'ouverture au Festival Screen Singapore (en), tenu le 4 décembre 2013, où les acteurs Andy Lau et Gordon Lam ont défilé sur le tapis rouge pour la première du film. Le film est également présent à l'ouverture du 56e Asia-Pacific Film Festival le 13 décembre 2013 à Macao avant sa sortie en salle le 19 décembre 2013 à Hong Kong. De plus, Firestorm connaît sa première nord-américaine au 57e Festival international du film de San Francisco le 3 mai 2014.

## Accueil

### Critique
Firestorm reçoit des critiques mitigées à positives à sa sortie. Derek Elley de Film Business Asia (en) donne une critique positive faisant l'éloge du jeu d'acteur, en particulier d'Andy Lau et de Gordon Lam, de personnages forts et de séquences d'action, le qualifiant d'« un des meilleurs shoot-em-up de Hong Kong de mémoire récente, avec le meilleur du jeu et de l'action ». Gabriel Chong de MovieXclusive donne également une critique positive, louant les chorégraphies d’action, la narration captivante et convaincante et le scénario serré et engageant, et le qualifiant de « thriller d’action hongkongais à ne pas manquer cette année, qui regorge de scènes d'action exaltante, de complot convaincant et avec pour fil conducteur la prestation d'Andy Lau ». Time Out Hong Kong donne au film trois étoiles sur cinq faisant l’éloge des séquences d’action, des prestations des acteurs et d’effets visuels inédits dans le cinéma de Hong Kong.
De son côté, James Marsh de Twitch Film (en) donne au film une critique mitigée, le louant pour son « esthétique dynamique et cinétique qui tente de maintenir son auditoire dans un état d'anticipation à bout de souffle », tout en critiquant la « trop grande dépendance à l'égard des effets numériques et l'absence quasi totale d'intrigue ou de caractérisation font de Firestorm une expérience incroyablement forte mais vide ». Clarence Tsui du Hollywood Reporter donne également une critique mitigée, louant les chorégraphies d'action de Chin Ka-lok et la prestation de Lam, tout en critiquant le fait que le film « ne peut se voir comme rien de plus qu'un thriller d'action ».

### Box office
Firestorm sort en Chine le 12 décembre 2013 et récolte 165 308 501 ¥ durant ses trois premiers jours et atteint le premier rang du box-office lors de son premier week-end. Au cours de sa deuxième semaine, le film rapporte 100 045 163 ¥ et est le deuxième film le plus rentable de la semaine. Le film reste dans le top 10 pendant le reste de son exploitation en Chine et rapporte au total 309 878 757 ¥.
À Hong Kong, Firestorm sort le 19 décembre et récolte 8 024 961 HK$ durant ses trois premiers jours et est également n°1 lors de son premier week-end, totalisant 11 056 920 HK$, comprenant dedans son chiffre d'affaires total pour la pré-projection. Au cours de son deuxième week-end, le film reste à la 1ère place et rapporte 11 186 358 HK$. Le film totalise finalement 24 336 182 HK$ au box-office de Hong Kong.
En avril 2014, Firestorm a engrangé un total de 56 382 533 US$ (437 172 118 HK$) dans le monde entier, en additionnant ses recettes brutes à Hong Kong, en Chine, en Malaisie, à Singapour, en Thaïlande, en Australie et en Nouvelle-Zélande.

## Récompenses et nominations
| Prix et nominations                              | Prix et nominations                 | Prix et nominations                                     | Prix et nominations |
| Cérémonie                                        | Catégorie                           | Récipiendaire                                           | Issue               |
| ------------------------------------------------ | ----------------------------------- | ------------------------------------------------------- | ------------------- |
| 33e cérémonie des Hong Kong Film Awards          | Meilleure chorégraphie d'action     | Chin Ka-lok                                             | Nomination          |
| 33e cérémonie des Hong Kong Film Awards          | Meilleur montage                    | Kwong Chi-leung, Ron Chan                               | Nomination          |
| 33e cérémonie des Hong Kong Film Awards          | Meilleurs effets visuels            | Yu Kwok-leung, Lai Man-chun, Ho Kwan-cheung, Lam Ka-lok | Nomination          |
| 33e cérémonie des Hong Kong Film Awards          | Meilleur nouveau réalisateur        | Alan Yuen                                               | Nomination          |
| 12e cérémonie des Huading Awards                 | Top dix des meilleurs films chinois | Firestorm                                               | Lauréat             |
| 14e cérémonie des Chinese Film Media Awards (en) | Film exceptionnel                   | Firestorm                                               | Nomination          |
| 14e cérémonie des Chinese Film Media Awards (en) | Actrice exceptionnelle              | Yao Chen (en)                                           | Lauréat             |